# Mysłakowice (gromada)
Mysłakowice – dawna gromada, czyli najmniejsza jednostka podziału terytorialnego Polskiej Rzeczypospolitej Ludowej w latach 1954–1972.
Gromady, z gromadzkimi radami narodowymi (GRN) jako organami władzy najniższego stopnia na wsi, funkcjonowały od reformy reorganizującej administrację wiejską przeprowadzonej jesienią 1954 do momentu ich zniesienia z dniem 1 stycznia 1973, tym samym wypierając organizację gminną w latach 1954–1972.
Gromadę Mysłakowice z siedzibą GRN w Mysłakowicach utworzono – jako jedną z 8759 gromad na obszarze Polski – w powiecie jeleniogórskim w woj. wrocławskim, na mocy uchwały nr 15/54 WRN we Wrocławiu z dnia 2 października 1954. W skład jednostki wszedł obszar dotychczasowej gromady Mysłakowice ze zniesionej gminy Łomnica w tymże powiecie. Dla gromady ustalono 27 członków gromadzkiej rady narodowej.
1 stycznia 1957 gromadę Mysłakowice zniesiono w związku z nadaniem jej statusu osiedla.
1 stycznia 1973 Mysłakowice utraciły status osiedla; tego samego dnia w powiecie jeleniogórskim utworzono gminę Mysłakowice.